# Chasmatopterus hirtus
Chasmatopterus hirtus é uma espécie de insetos coleópteros polífagos pertencente à família Melolonthidae.
A autoridade científica da espécie é Blanchard, tendo sido descrita no ano de 1850.
Trata-se de uma espécie presente no território português.